# Elisabeth Ostermeier

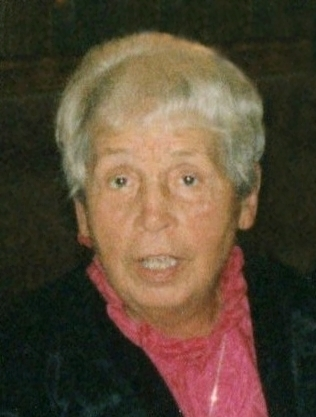
Elisabeth Ostermeier, 1983

Elisabeth Ostermeier  (* 9. Mai 1913 in Kanzlershof, Kreis Harburg; † 6. Dezember 2002 in Hamburg) war eine Politikerin der SPD und Mitglied der Hamburgischen Bürgerschaft.

## Leben
Elisabeth Ostermeier machte eine Lehre als Verkäuferin in der Schlachterei einer Produktionsgenossenschaft, nachdem sie mit 14 Jahren die Freie Weltliche Schule Harburg verlassen hatte. Dort arbeitet sie bis zu ihrer Entlassung durch die Nationalsozialisten im Jahr 1933. Schon früh wurde sie politisch aktiv, auch wegen ihres Vaters, des Sozialdemokraten Rudolf Gottschalk, nach dem in Hamburg-Eißendorf eine Straße benannt wurde. Auch nach Elisabeth Ostermeier wurde 2024 eine Straße im Hamburger Stadtteil Marmstorf benannt. Mit 13 Jahren wurde sie Mitglied der Falken und der  Sozialistischen Arbeiterjugend (SAJ), im Jahr 1931 trat sie in die SPD ein.
Im Dezember des Jahres 1933 fand sie eine Arbeit in der Bäckerei des Sozialdemokraten und ehemaligen Redakteurs des Harburger Volksblattes Ernst Tessloff. Die Bäckerei, die nur wieder eröffnet wurde, weil die Brüder Tessloff ihre Arbeitsgrundlage in den Redaktionen der verbotenen sozialdemokratischen Presse verloren hatten, wurde ein zentraler Ort des Widerstandes im Großbereich Harburg. Sie machte während dieser Zeit ihren Führerschein und lieferte Brot zu sozialdemokratischen Kunden in Veddel, Wilhelmsburg und Harburg. Durch diese Maßnahmen blieben die politischen Freunde in Kontakt. Im Jahr 1935 heiratete sie und zog mit ihrem Mann nach Minden. Am 18. Dezember 1936 wurde sie von der Gestapo verhaftet und für mehrere Monate in das Gefängnis von Hildesheim gebracht. Noch während der Zeit des Nazi-Regimes wurde sie Mutter von einer Tochter (geboren 1938) und eines Sohnes (geboren 1940). Für die fünf Monate Einzelhaft wegen Hochverratsverdacht erhielt sie im Jahr 1950 eine Haftentschädigung von 750,- DM.
Nach dem Zweiten Weltkrieg gehörte Elisabeth Ostermeier der ersten demokratischen Bürgerschaft nach über 14 Jahren an. Diesen Sitz behielt sie 32 Jahre lang inne. Erst zur 9. Wahlperiode (1978) ließ sie sich nicht mehr aufstellen. 1974 wurde sie von dem damaligen Bürgermeister Hamburgs gefragt, ob sie einen Posten als Senatorin annehmen würde. Sie lehnte ab, weil zu diesem Zeitpunkt der Abschied von der Landespolitik für sie bereits beschlossen war. Während dieser Zeit setzte sie sich vor allem für die Belange der Frauen ein. So hielt sie zum Beispiel auf der SPD-Frauenkonferenz in Bad Hersfeld (Oktober 1955) einen Vortrag mit dem Titel: „Die wirtschaftlichen Probleme der alleinstehenden Frau“.
Eingang in die Medien fand ihr Zitat: Wir Frauen sollen hübsch sein, jung und außerdem noch klug, wenn wir in die Bürgerschaft einziehen wollen. Wer fragt eigentlich bei den Männern nach gutem Aussehen? Die meisten unserer Rathauskollegen sind wahrhaft auch nicht einem Adonis gleich.
Neben ihrer politischen Arbeit im Parlament und als Hausfrau, war sie in den Jahren 1954 bis 1970 als geschäftsführendes Bundesvorstandsmitglied der „Gewerkschaft Nahrung, Genuß und Gaststätten“ tätig. In dieser Funktion war sie zuständig für den Bereich Frauen Jugend und Berufsausbildung. Auch nach ihrem Ausscheiden aus dem aktiven Parlamentsgeschehen war sie noch aktiv innerhalb ihrer Ortsgruppe und bei der Seniorenarbeit für die SPD tätig. Zum Beispiel brachte sie 1979 die Anordnung des Hamburger Senats zur Einrichtung einer Seniorenvertretung auf den Weg.
Für ihre Verdienste erhielt sie im Jahr 1980 die Medaille für treue Arbeit im Dienste des Volkes in Silber.
Elisabeth Ostermeier wurde in Hamburg-Eißendorf auf dem Neuen Friedhof Harburg beigesetzt.